# Setarches guentheri
Rascasse serran, Rascasse sillonnée
Espèce
La rascasse serran (Setarches guentheri) est un poisson bathydémersal se trouvant à des profondeurs de 150 à 780 m. Il fréquente l'Atlantique et le Pacifique.

## Description
Setarches guentheri mesure habituellement aux alentours de 80 mm mais certains individus peuvent atteindre 240 mm. Corps gris ou rose, couvert de très petites échelles cycloïde.